# Robert Gaillard
Robert Gaillard (14 de noviembre de 1868 – 24 de septiembre de 1941) fue un actor, director y guionista cinematográfico de nacionalidad estadounidense, activo en la época del cine mudo.
Nació en Adrian, Míchigan, y falleció en Glendale, California, a causa de una neumonía. Sus restos fueron incinerados y las cenizas entregadas a sus allegados.

## Filmografía

### Actor
| - 1909 : The Plot That Failed - 1909 : The Power of the Press - 1911 : An Aching Void - 1911 : A Republican Marriage - 1911 : The Leading Lady - 1911 : The Spirit of the Light; or, Love Watches on Throug - 1911 : The Spirit of the Lake - 1911 : Barriers Burned Away - 1911 : In Northern Forests - 1911 : On a Tramp Steamer - 1911 : The Bell of Justice - 1911 : My Old Dutch - 1911 : A Friendly Marriage - 1911 : Foraging - 1911 : The Ninety and Nine - 1911 : The Fighting Schoolmaster - 1911 : Lady Godiva - 1911 : Kitty and the Cowboys - 1911 : Arbutus - 1911 : Heroes of the Mutiny - 1911 : Wisteria Memories - 1911 : An Innocent Burglar - 1911 : The Voiceless Message - 1911 : Saving the Special - 1911 : A Slight Mistake - 1911 : Vanity Fair - 1911 : Some Good in All - 1911 : A Doubly Desired Orphan - 1912 : A Red Cross Martyr; or, On the Firing Lines of Tripoli - 1912 : Tom Tilling's Baby - 1912 : The Blind Miner - 1912 : A Timely Rescue - 1912 : The Chocolate Revolver - 1912 : The Hobo's Redemption - 1912 : A Mother's Devotion; or, The Firing of the Patchwork Quilt - 1912 : Cardinal Wolsey - 1912 : The Black Wall - 1912 : The Seventh Son - 1912 : Burnt Cork - 1912 : At Scrogginses' Corner - 1912 : The Woman Haters - 1912 : The Old Kent Road - 1912 : Red Ink Tragedy - 1912 : The Cylinder's Secret - 1912 : Lincoln's Gettysburg Address - 1912 : Conscience - 1912 : Rock of Ages - 1912 : The Barrier That Was Burned - 1912 : The Light of St. Bernard - 1912 : The Adventure of the Retired Army Colonel - 1912 : Vultures and Doves - 1912 : Flirt or Heroine - 1912 : Written in the Sand - 1912 : Captain Barnacle's Legacy - 1912 : She Cried - 1912 : As You Like It - 1912 : Every Inch a Man - 1912 : An Elephant on Their Hands | - 1912 : In the Furnace Fire - 1912 : In the Garden Fair - 1912 : Cleopatra - 1912 : The Model for St. John - 1912 : O'Hara, Squatter and Philosopher - 1912 : Who Stole Bunny's Umbrella? - 1913 : The Adventure of the Ambassador's Disappearance - 1913 : The Little Minister - 1913 : Thou Shalt Not Kill - 1913 : The Volunteer Strike Breakers - 1913 : It Made Him Mad - 1913 : The Locket; or, When She Was Twenty - 1913 : O'Hara's Godchild - 1913 : A Birthday Gift - 1913 : The Midget's Romance - 1913 : The Golden Hoard; or, Buried Alive - 1913 : Bunny's Honeymoon - 1913 : The Artist's Great Madonna - 1913 : O'Hara and the Youthful Prodigal - 1913 : Two Souls with But a Single Thought; or, A Maid and Three Men - 1913 : The Midget's Revenge - 1913 : Tricks of the Trade - 1913 : The Only Veteran in Town - 1913 : His House in Order; or, The Widower's Quest - 1913 : The Silver Cigarette Case - 1913 : The Drop of Blood - 1913 : 'Arriet's Baby - 1913 : The Lion's Bride - 1913 : O'Hara as a Guardian Angel - 1913 : Keeping Husbands Home - 1913 : The Lady and the Glove - 1913 : The Clown and the Prima Donna - 1913 : A Princess of Bagdad - 1913 : A Homespun Tragedy - 1913 : The Pirates - 1913 : The Warmakers - 1913 : The Silver Bachelorhood - 1913 : The Golden Pathway - 1913 : The Education of Aunt Georgianna - 1914 : Her Great Scoop - 1914 : The Acid Test - 1914 : Etta of the Footlights - 1914 : A Sentimental Burglar - 1914 : Mr. Barnes of New York - 1914 : The Moonstones of Fez - 1914 : Doctor Smith's Baby - 1914 : Love the Clairvoyant - 1914 : The Woes of a Waitress - 1914 : The Blood Ruby - 1914 : The Girl in the Case | - 1914 : The Mill of Life - 1914 : The Mystery of Brayton Court - 1914 : Lola the Rat - 1914 : Too Much Burglar - 1914 : By the Governor's Order - 1914 : The Plot - 1915 : The Evil Men Do - 1915 : The Understudy; or, Behind the Scenes - 1915 : On the Altar of Love - 1915 : The Heart of Jim Brice - 1915 : The Goddess - 1915 : The Esterbrook Case - 1915 : The Man Who Couldn't Beat God - 1915 : The Turn of the Road - 1916 : The Surprises of an Empty Hotel - 1916 : The Writing on the Wall - 1916 : Hughey, the Process Server - 1916 : The Two Edged Sword - 1916 : The Man Hunt - 1916 : The Redemption of Dave Darcey - 1916 : Fathers of Men - 1916 : Hesper of the Mountains - 1916 : The Alibi - 1916 : The Kid - 1917 : Indiscretion - 1917 : The Courage of Silence - 1917 : Within the Law - 1917 : Vanity and Some Sables - 1917 : The Maelstrom - 1917 : A Son of the Hills - 1917 : The Message of the Mouse - 1917 : The Stolen Treaty - 1917 : The Bottom of the Well - 1917 : The Grell Mystery - 1917 : In the Balance - 1918 : The Golden Goal - 1918 : A Game with Fate - 1918 : All Man - 1918 : The Clutch of Circumstance - 1918 : The Green God - 1918 : Hoarded Assets - 1919 : The Adventure Shop - 1919 : Silent Strength - 1919 : Beating the Odds - 1919 : Beauty-Proof - 1919 : The Man Who Won - 1919 : In Honor's Web - 1919 : The Darkest Hour - 1920 : The Birth of a Soul - 1920 : The Flaming Clue - 1920 : The Gauntlet - 1920 : The Broadway Bubble - 1921 : Princess Jones - 1921 : What's Your Reputation Worth? - 1921 : The Charming Deceiver - 1923 : Columbus - 1923 : Jamestown - 1923 : Vincennes - 1924 : The Pilgrims - 1928 : The Singapore Mutiny |

### Director
| - 1910 : The Altar of Love - 1911 : Some Good in All - 1913 : The Warmakers - 1913 : The Sale of a Heart - 1913 : The Golden Pathway - 1913 : The Education of Aunt Georgianna - 1914 : Iron and Steel - 1914 : The Woman in Black - 1914 : Her Great Scoop - 1914 : The Acid Test - 1914 : Etta of the Footlights - 1914 : A Sentimental Burglar | - 1914 : Mr. Barnes of New York - 1914 : The Moonstones of Fez - 1914 : Doctor Smith's Baby - 1914 : Love the Clairvoyant - 1914 : Through Life's Window - 1914 : The Woes of a Waitress - 1914 : The Mysterious Lodger - 1914 : Bella's Elopement - 1914 : The Blood Ruby - 1914 : The Girl in the Case - 1914 : The Mill of Life | - 1914 : The Mystery of Brayton Court - 1914 : Lola the Rat - 1914 : Too Much Burglar - 1914 : By the Governor's Order - 1914 : The Plot - 1915 : The Evil Men Do - 1915 : The Understudy; or, Behind the Scenes - 1915 : On the Altar of Love - 1915 : The Heart of Jim Brice - 1915 : The Man Who Couldn't Beat God |

### Guionista
- 1950 : Black Jack